# Шатийон (Италия)
Шатильон (Шатийон, фр. Châtillon МФА: [ʃatijɔ̃]о файле) — коммуна в Италии, располагается в автономном регионе Валле-д’Аоста.
Население составляет 4831 человек (2008 г.), плотность населения составляет 121 чел./км². Занимает площадь 40 км². Почтовый индекс — 11024. Телефонный код — 0166.
Покровителем коммуны почитается святой апостол Пётр, празднование 29 июня.

## Демография
Динамика населения:

## Галерея

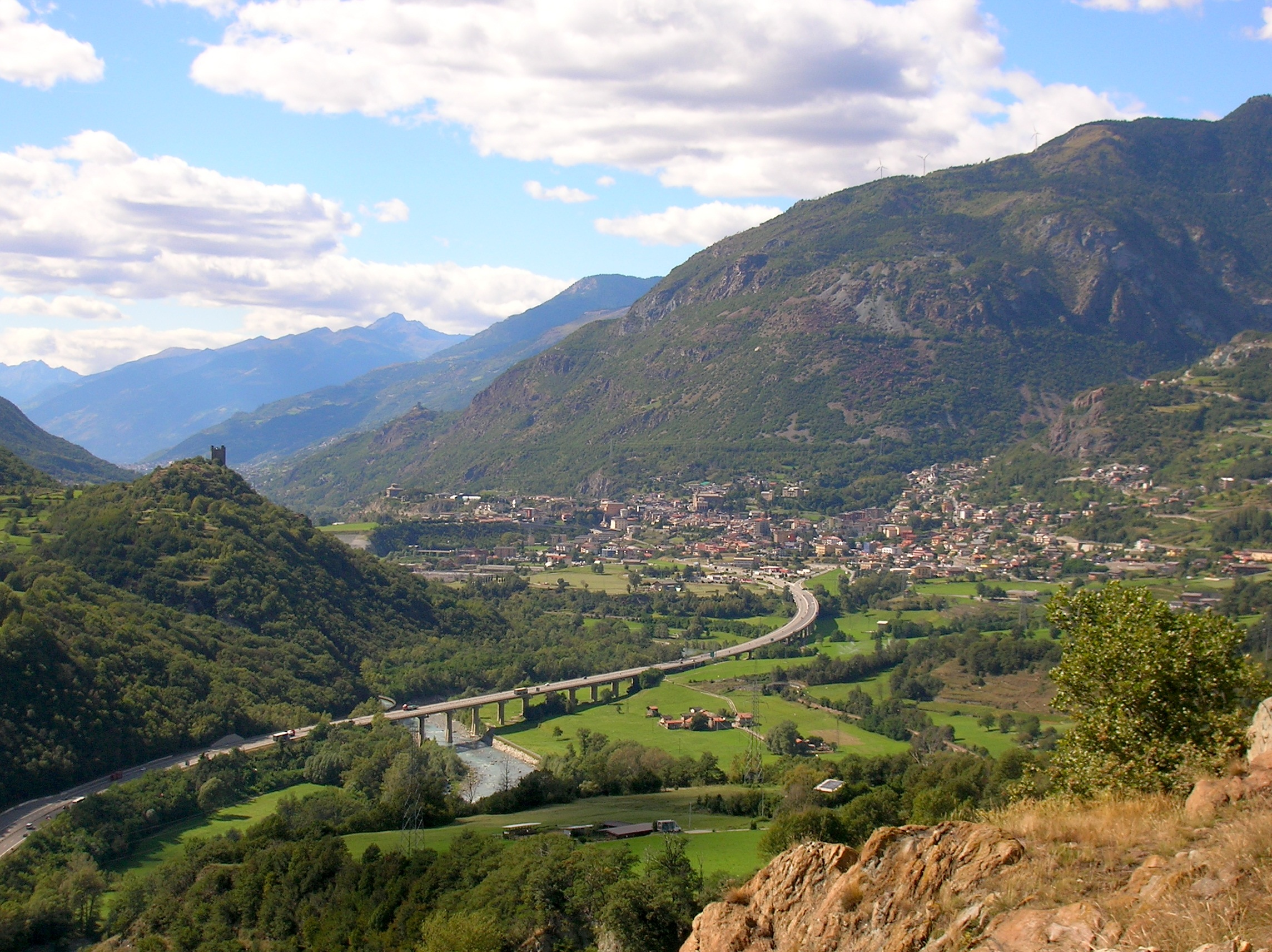
Панорама Шатийона с Цайёнского римского моста (фр. pont romain de Tsailleun) в Сен-Венсане
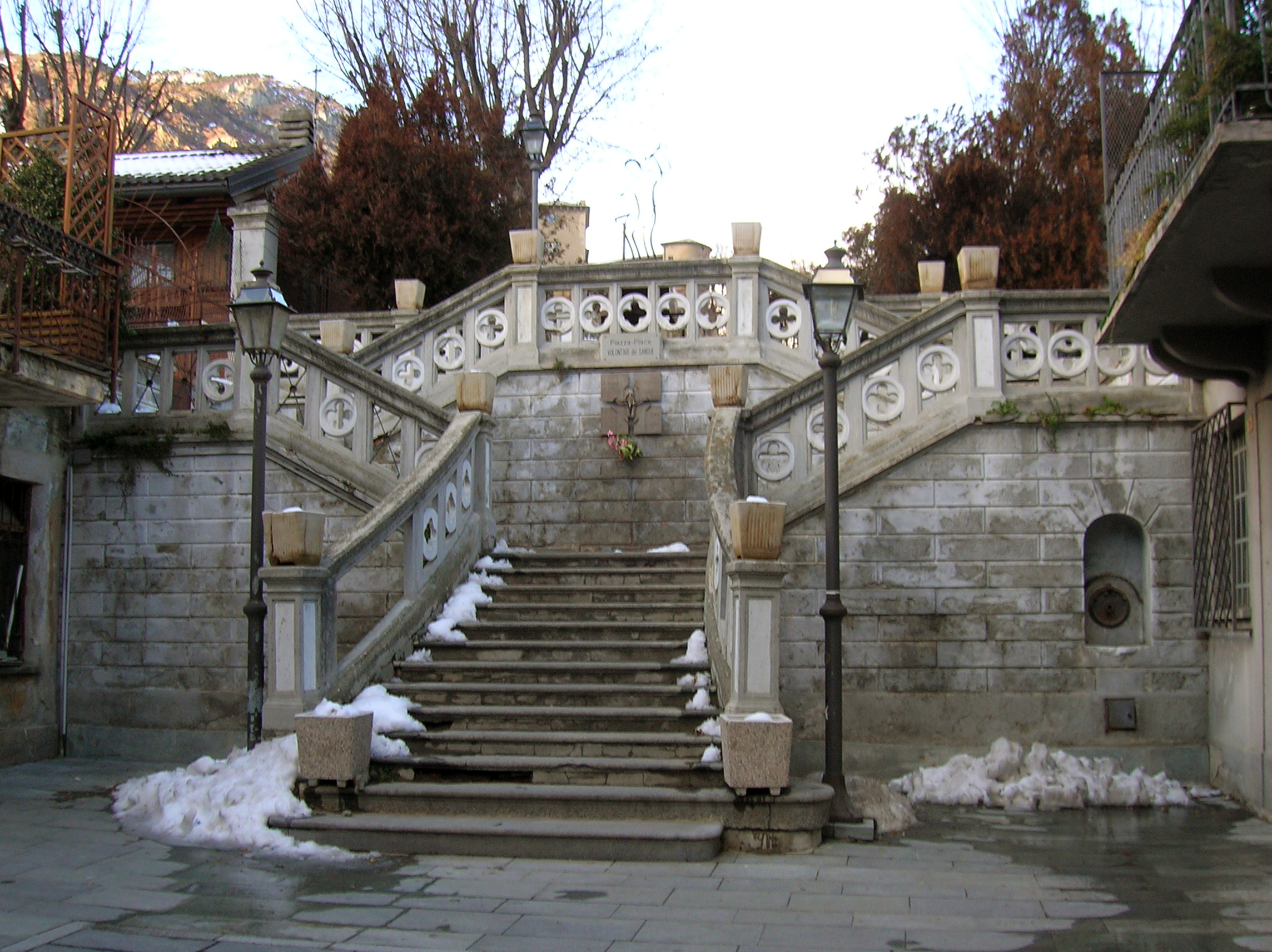
Лестница на площади павших за родину (фр. place morts pour la patrie)
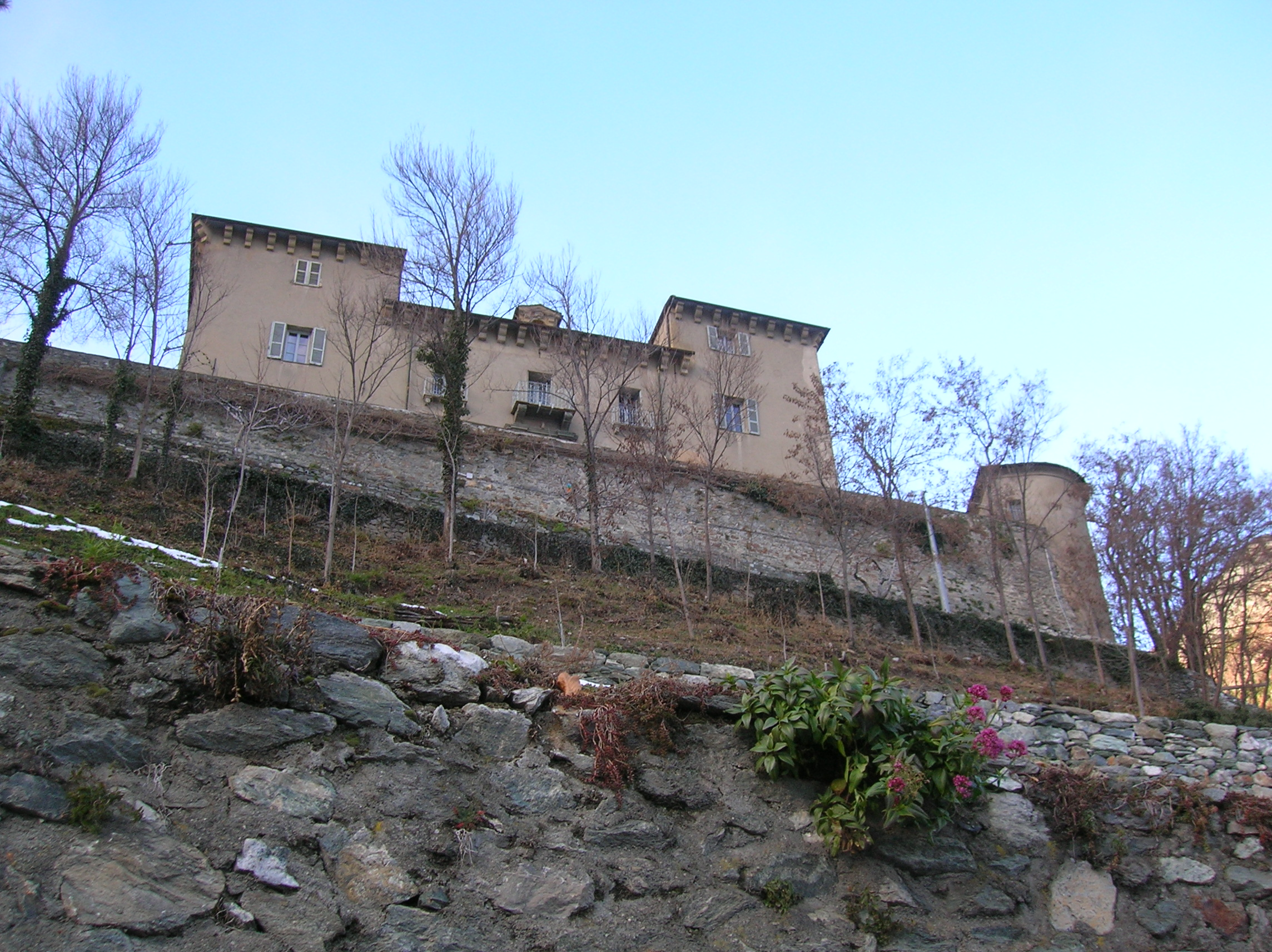
Замок Пассерэн д'Антрэв (фр. château Passerin d'Entrèves)
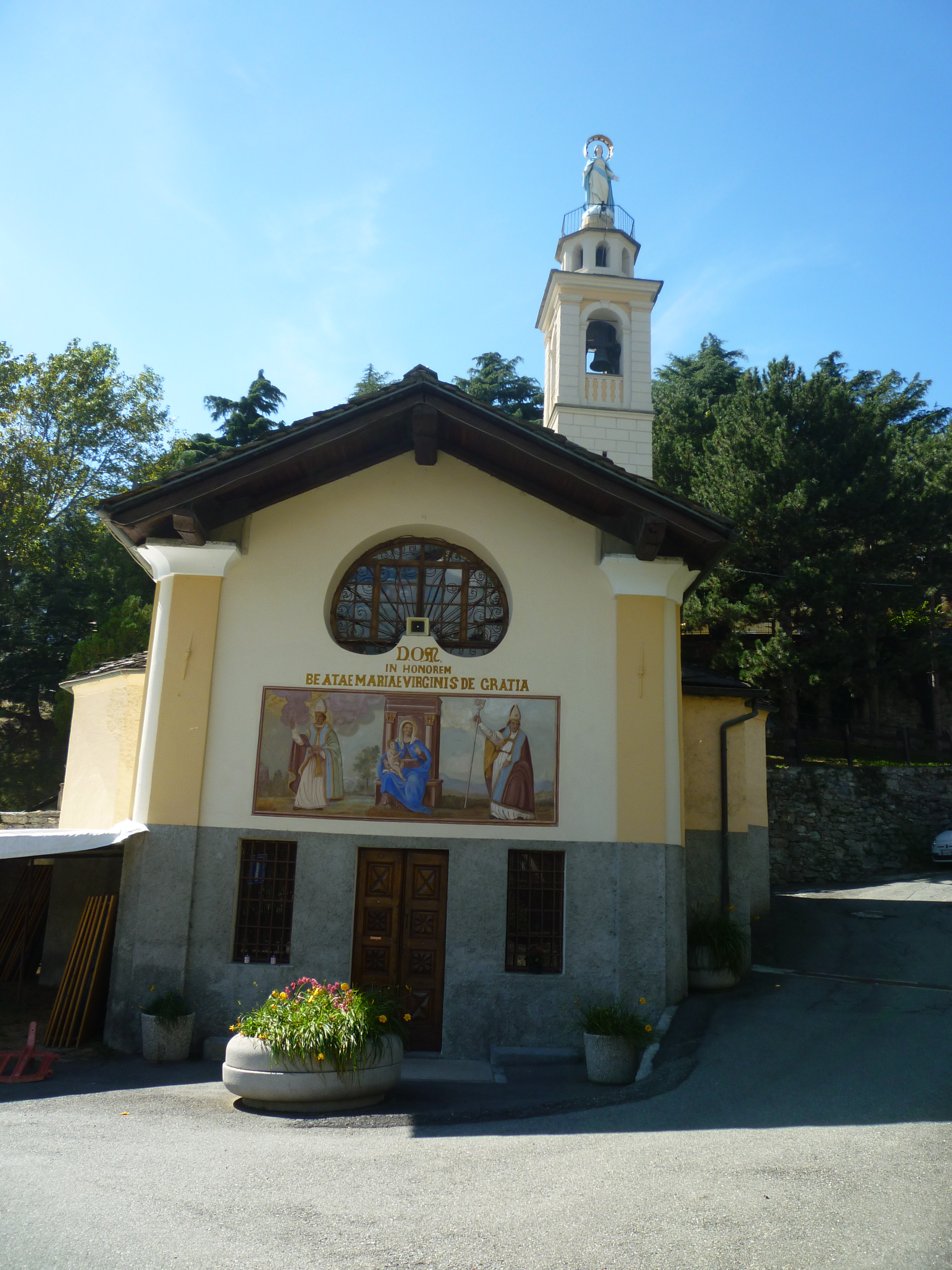
Часовня Святой Марии Милующей (фр. chapelle Notre-Dame-de-Grâce)
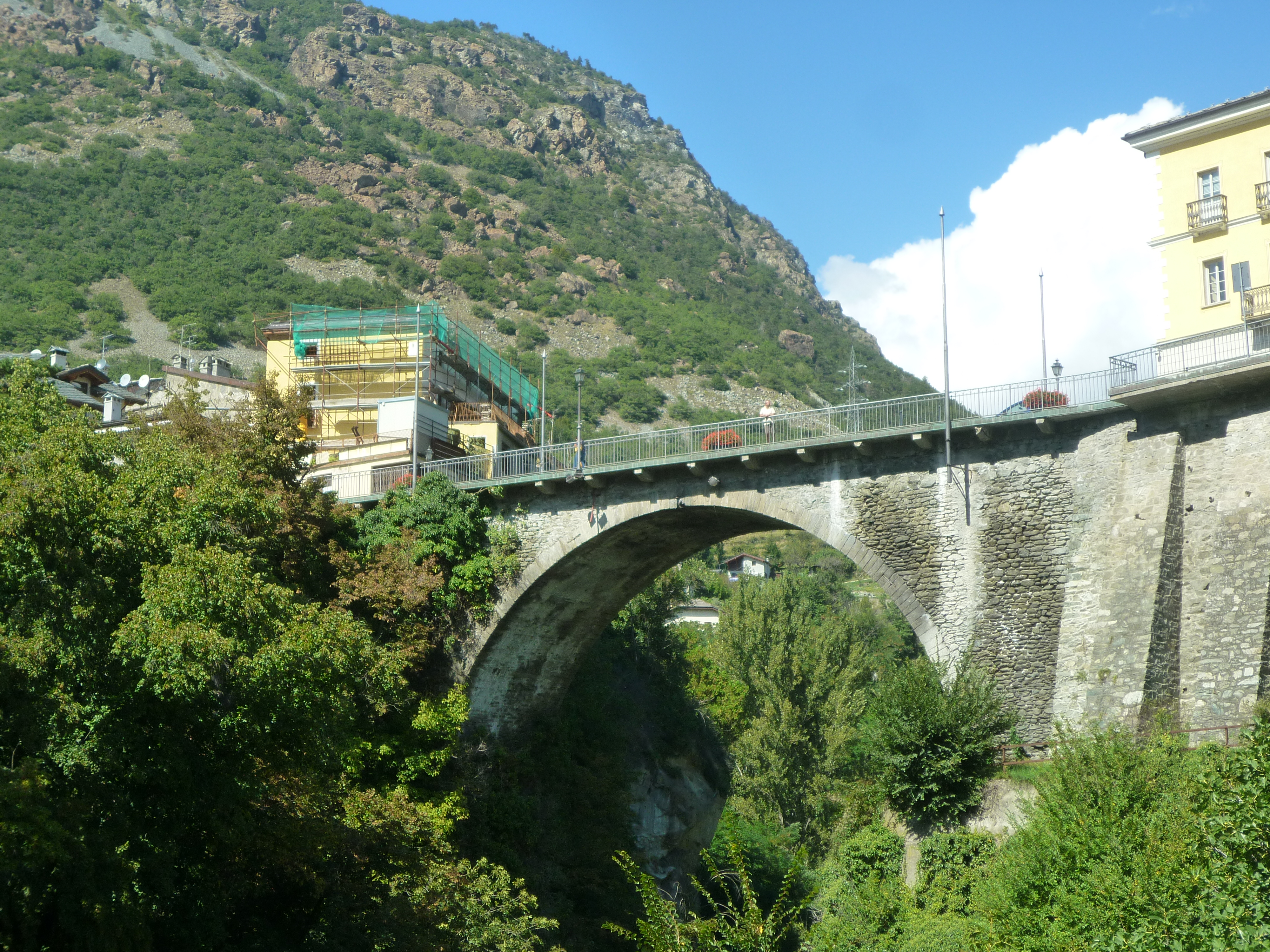
Новый мост (фр. Pont Neuf)
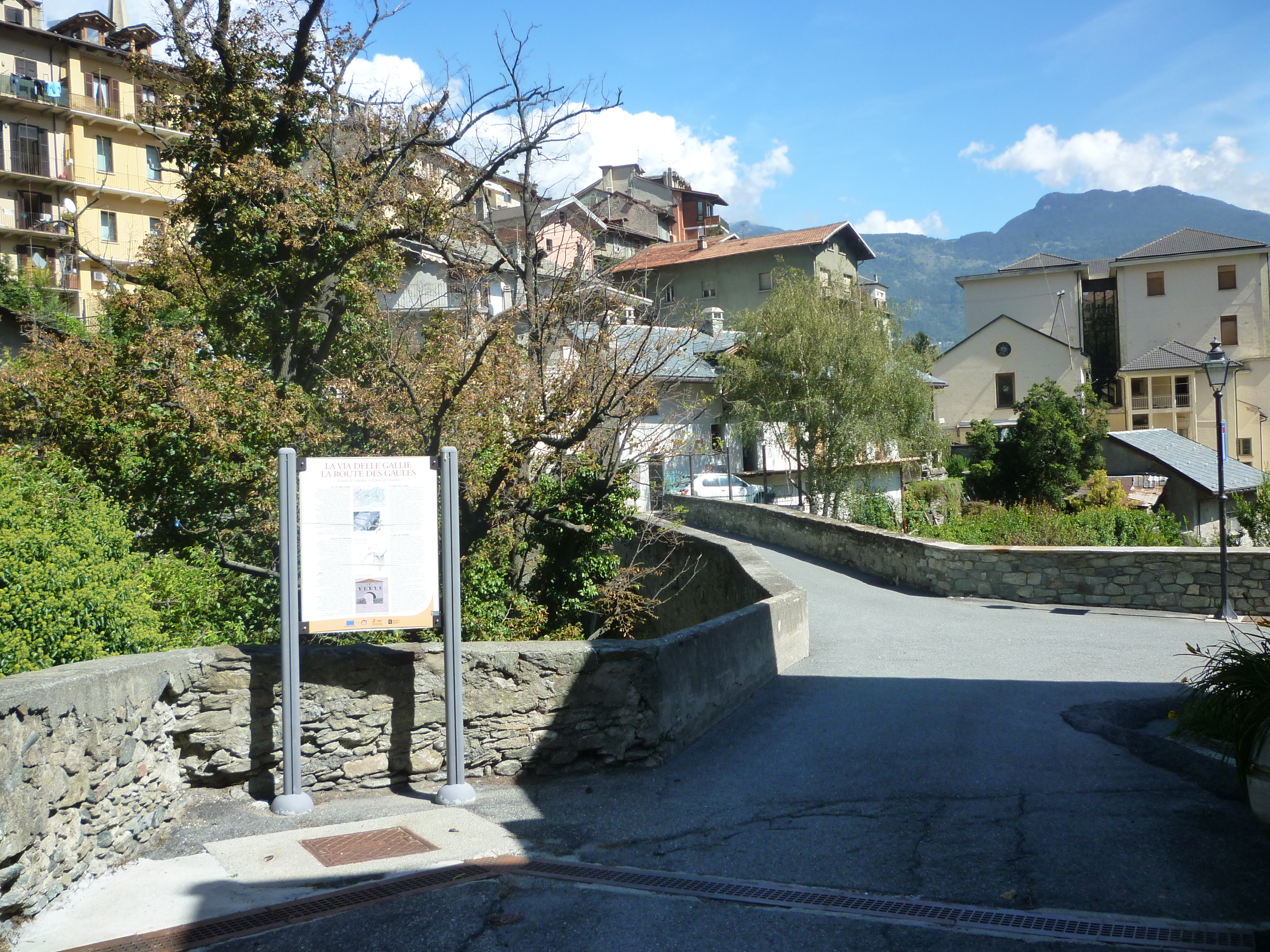
Римский мост на Галльской дороге[итал.]
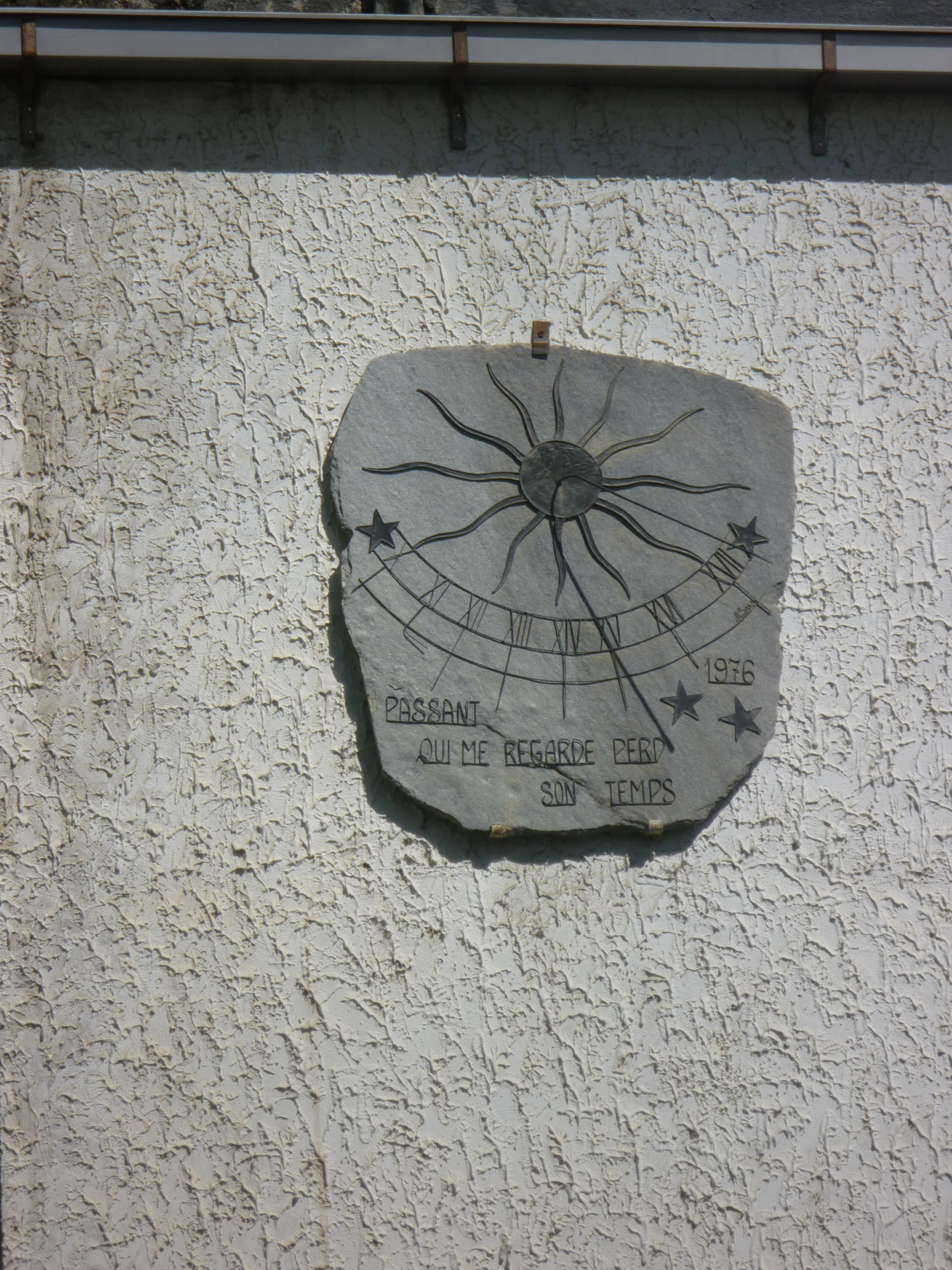
Солнечные часы на римском мосту
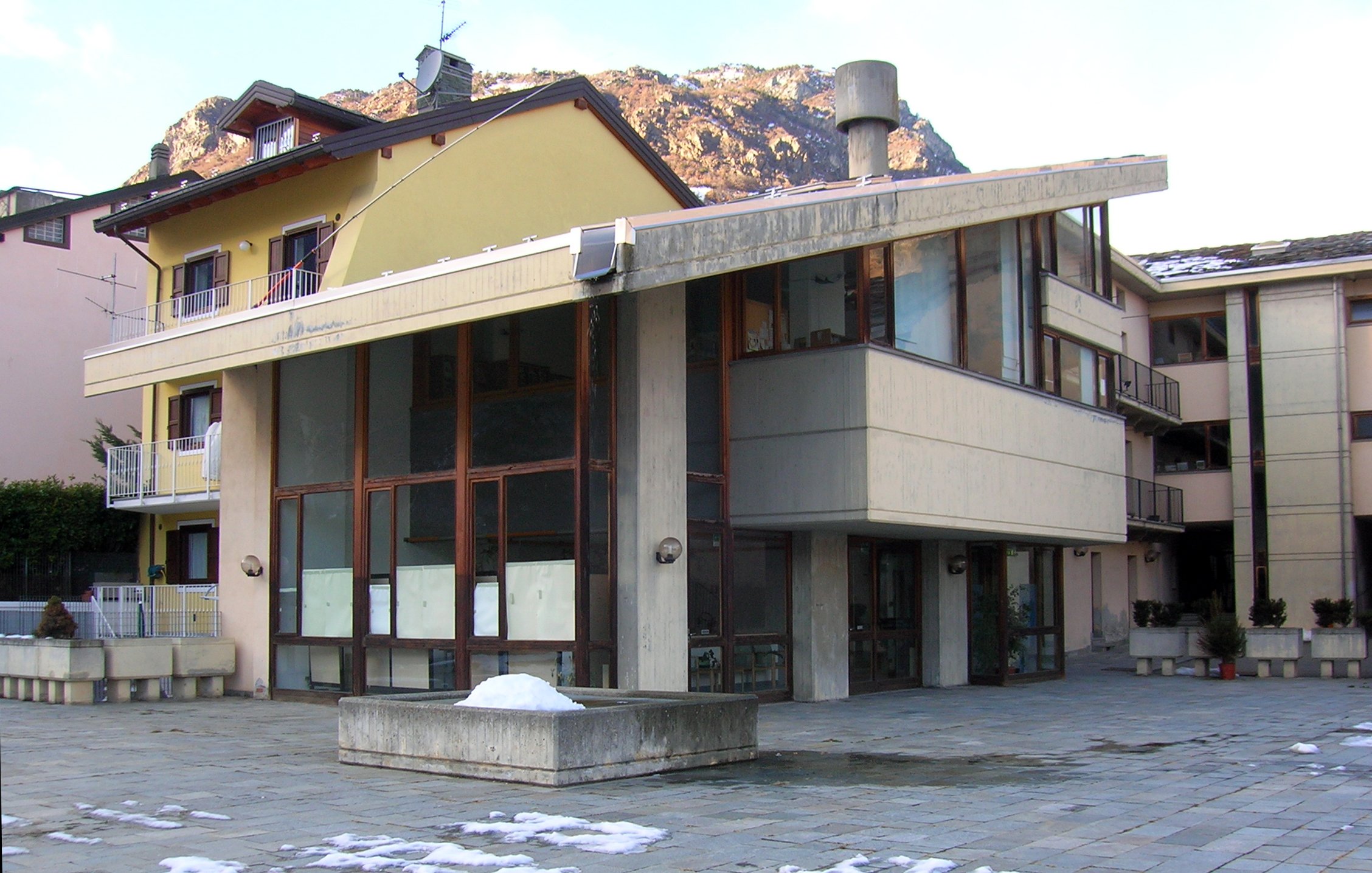
Библиотека
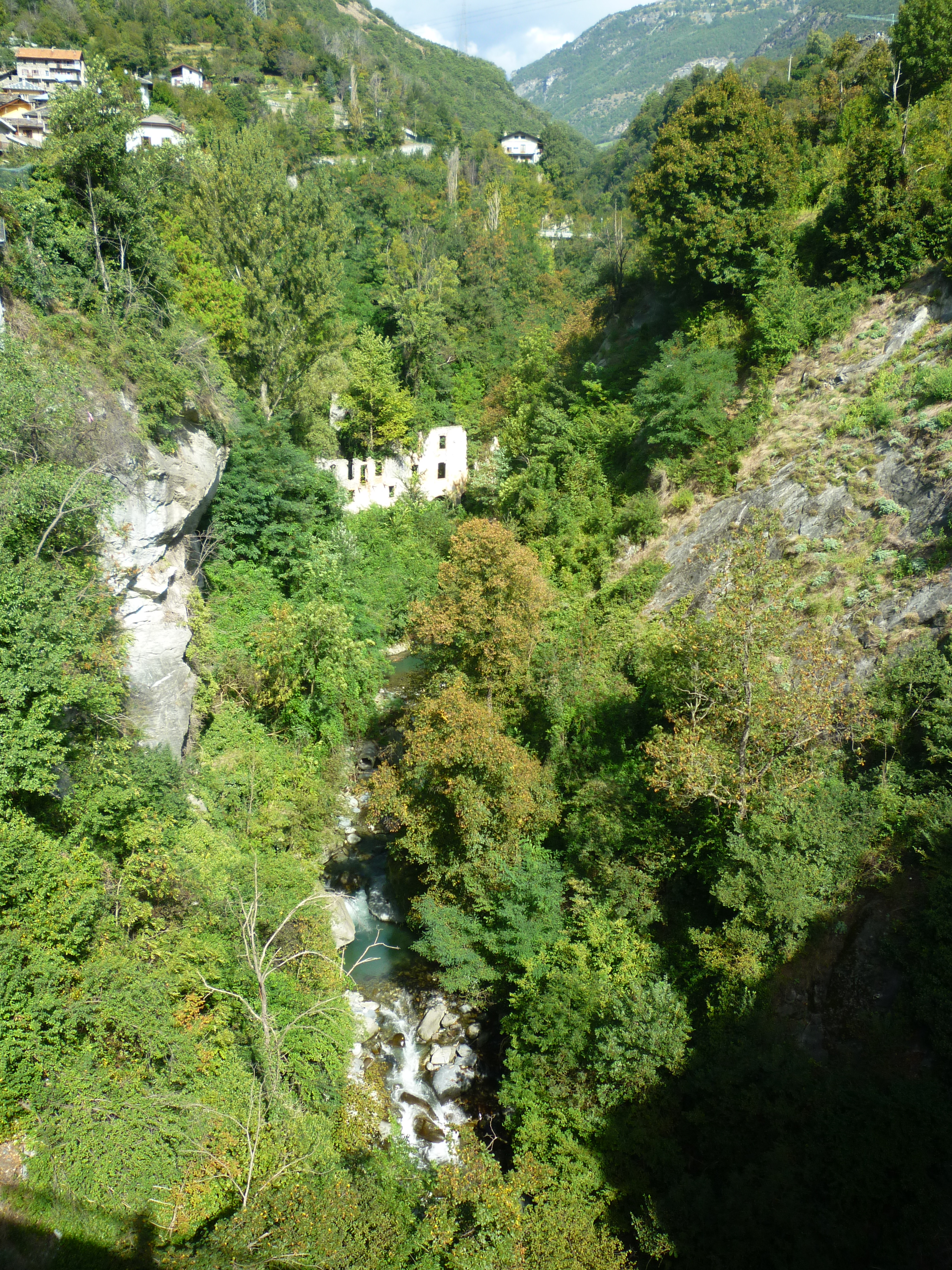
Бывшая литейная Джервазоне (итал. Gervasone)
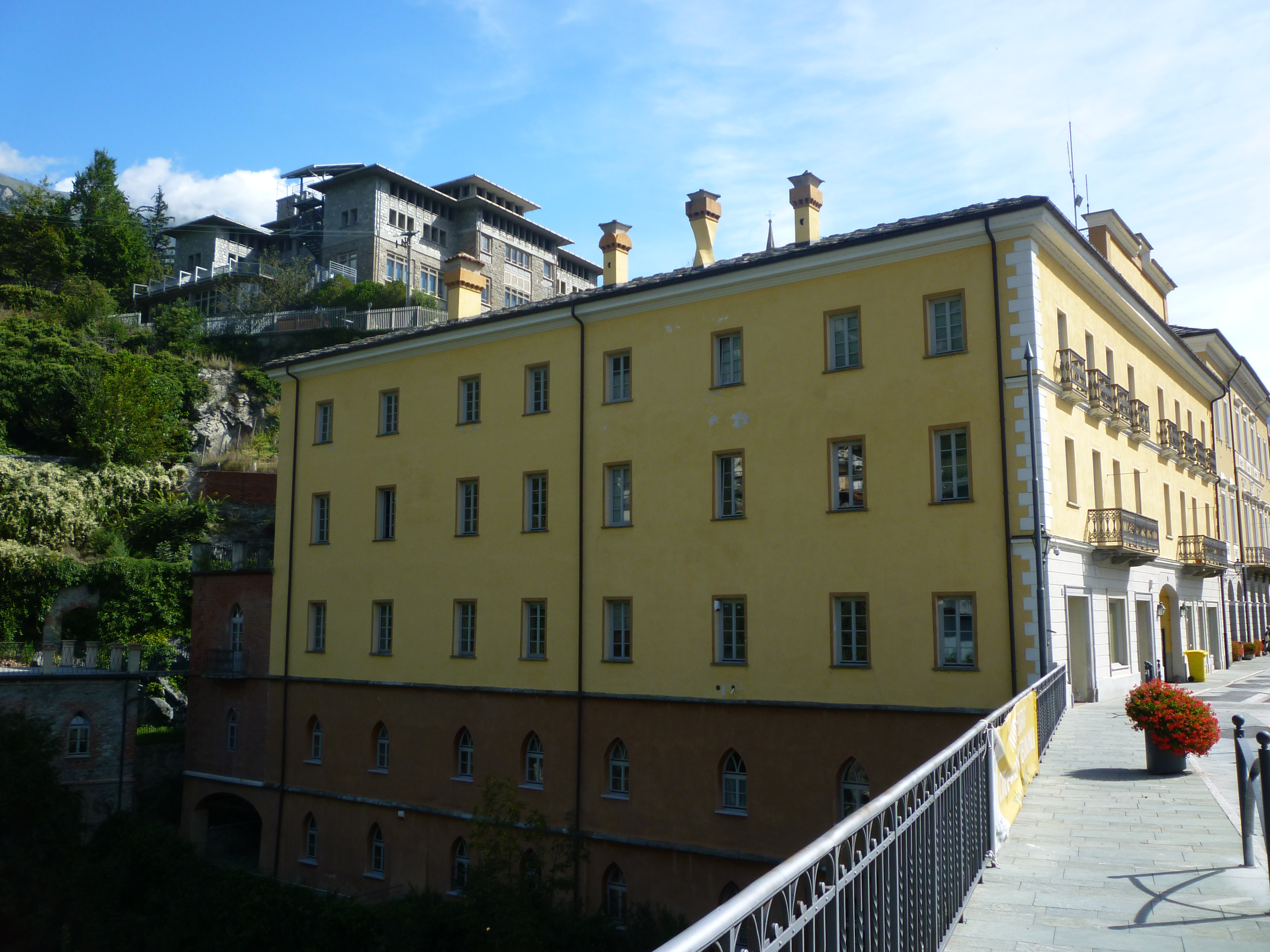
Мэрия, в здании бывшей гостиницы "Лондр" (фр. hôtel Londres)